# Traité de Paris (1783)
Pour les articles homonymes, voir Traité de Paris.
 Voir le traité sur Wikisource
Le traité de Paris de 1783 est un traité de paix signé à Paris le 3 septembre 1783. Le même jour, à Versailles, est signé le traité de Versailles. 
Signé par les représentants des treize colonies américaines et les représentants britanniques, il met un terme à la guerre d'indépendance des États-Unis. La Grande-Bretagne reconnaît l'indépendance des États-Unis d'Amérique.

## Négociations

Dès 1782, les treize colonies cèdent des territoires au gouvernement fédéral des États-Unis pour financer la guerre.

La révolution américaine, commencée en 1765 dans les treize colonies américaines contre la Grande-Bretagne, se transforme en guerre d'indépendance en 1775, accroissant considérablement les dépenses militaires et donc la dette de la Grande-Bretagne, qui à partir de la capitulation anglaise à Yorktown (1781), engage des négociations secrètes directement avec les États-Unis.
Les négociations de paix sont menées par cinq Américains désignés par le Congrès des États-Unis : Benjamin Franklin, John Adams, John Jay, William Temple Franklin (en) et Henry Laurens (en). 
La Grande-Bretagne est représentée par David Hartley et Richard Oswald (en). 
À l’automne 1782, les négociations s’engagent sérieusement entre les plénipotentiaires des puissances belligérantes. Les préliminaires d'un traité de paix sont arrêtés à Paris, le 30 novembre 1782.
Un membre du Parlement britannique, Christopher Potter, avec le soutien du prince de Galles, George Auguste de Hanovre, est très actif dans la première phase de négociation jusqu'en février 1783, lorsqu'il est écarté.

## Résumé du contenu

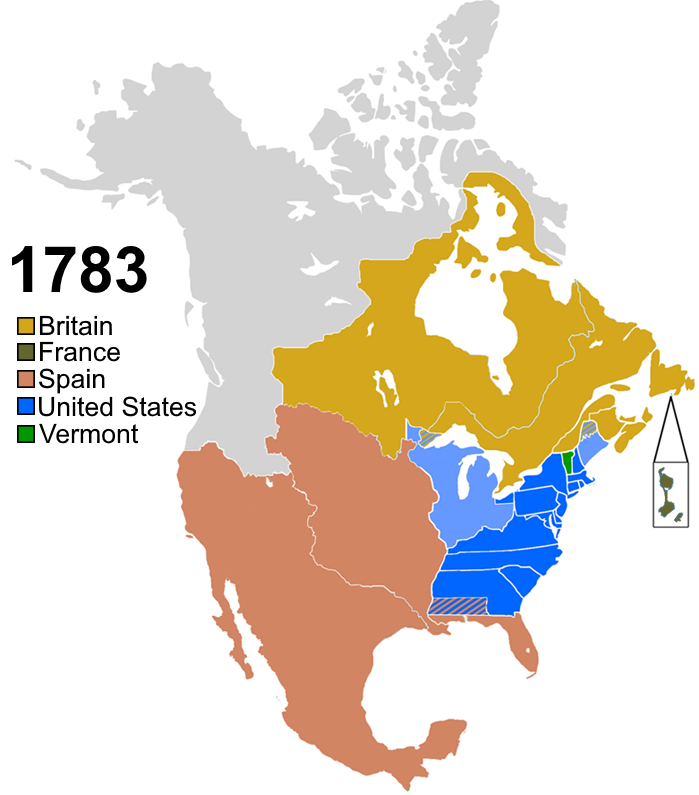
En 1783, la France conserve Saint-Pierre-et-Miquelon mais ne récupère pas le Canada, qui est maintenu en possession britannique.

Le traité de Paris met fin à la guerre d'indépendance américaine en 1783. Par ce traité, la Grande-Bretagne reconnaît l'indépendance de ses treize colonies et leur accorde le territoire jusqu'au Mississippi. La province britannique de Québec perd donc la partie sud des Grands Lacs qu'elle avait obtenue par l'Acte britannique de Québec de 1774. Les marchands de Montréal qui avaient des comptoirs de traite dans cette région doivent les évacuer dans les deux ans suivant le traité. La question des frontières n'est pas complètement réglée. On s'est entendu pour faire passer la frontière comme on peut la voir aujourd'hui, au milieu des Grands Lacs, le lac Michigan étant entièrement en territoire américain. Cependant, à l'ouest du lac Supérieur et entre le Québec, le Nouveau-Brunswick et le Maine, la question sera réglée plus tard.
- Reconnaissance par la Grande-Bretagne des États-Unis.
- Établissement des frontières entre les États-Unis et les colonies britanniques d'Amérique du Nord : Grands Lacs au nord, Mississippi à l'ouest, 31e parallèle au sud.
- Garanties britanniques sur les droits des pêcheurs américains au large de Terre-Neuve et du golfe du Saint-Laurent[2].
- La France retrouve cinq villes de plus aux Indes[3].
- Reconnaissance des dettes britanniques.
- Restitution des prisonniers, des prises de guerre et des biens spoliés[2].
- Ratification du traité dans les six mois.

## Signataires

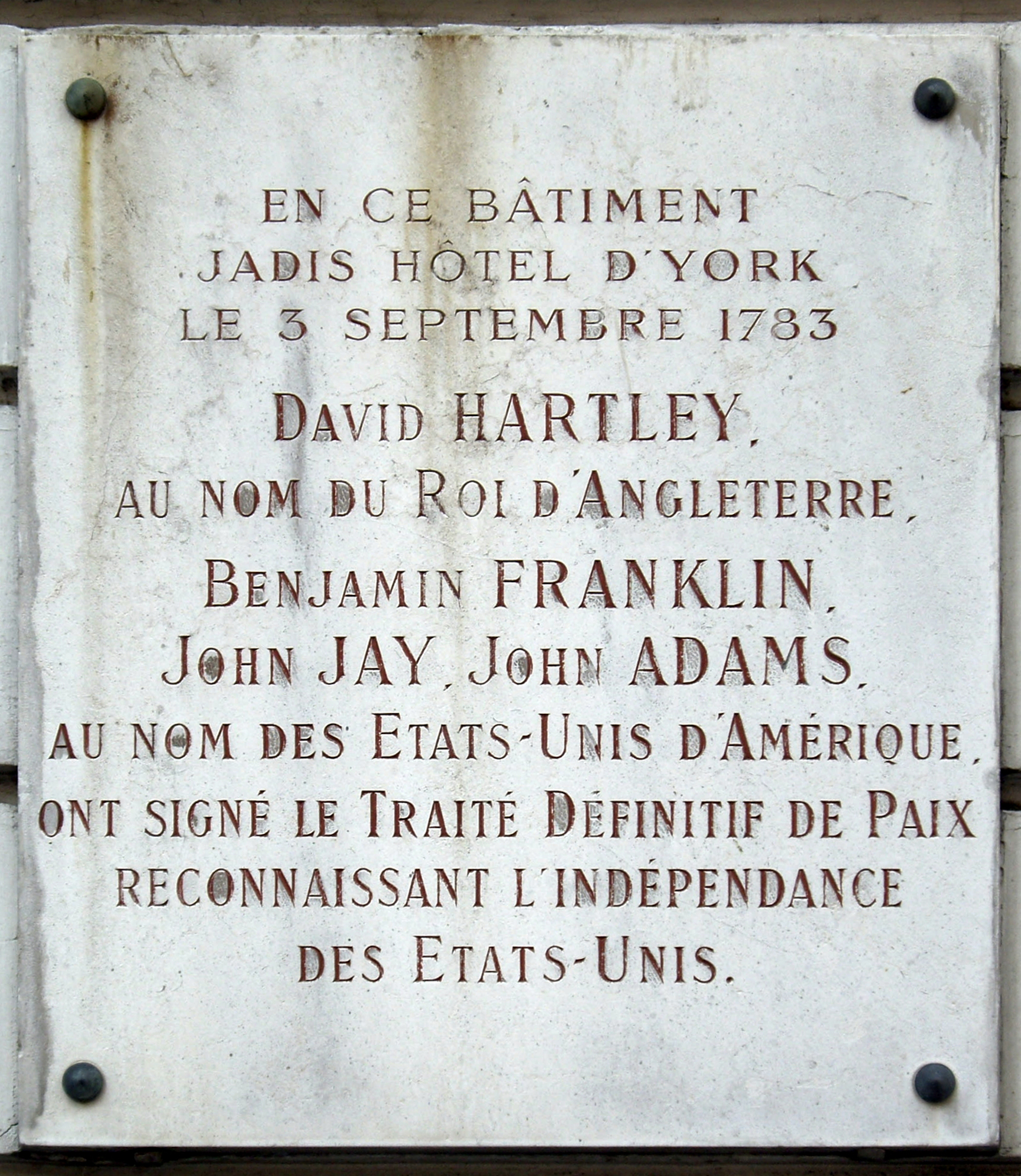
Plaque commémorative du traité de Paris fixée sur l'immeuble du 56 rue Jacob (en face de la faculté de médecine) où fut signé le traité.

Le traité de Paris est préparé dans l'ambassade de la Grande-Bretagne de l'époque (actuel Hôtel d'Angleterre, au 56 rue Jacob, dans le 6e arrondissement). Il est signé le 3 septembre 1783, dans l'hôtel d'York (actuellement un immeuble du 56 rue Jacob, dans le 6e arr.), Benjamin Franklin ayant refusé de signer sur le sol britannique.
Les signataires sont :
- David Hartley, membre du Parlement britannique et représentant le roi George III.
- John Adams, Benjamin Franklin et John Jay, représentant les États-Unis.

Pour compléter le traité de Paris, le traité de Versailles est signé le même jour à Versailles entre la Grande-Bretagne et la France d'une part, entre la Grande-Bretagne et l'Espagne d'autre part. 

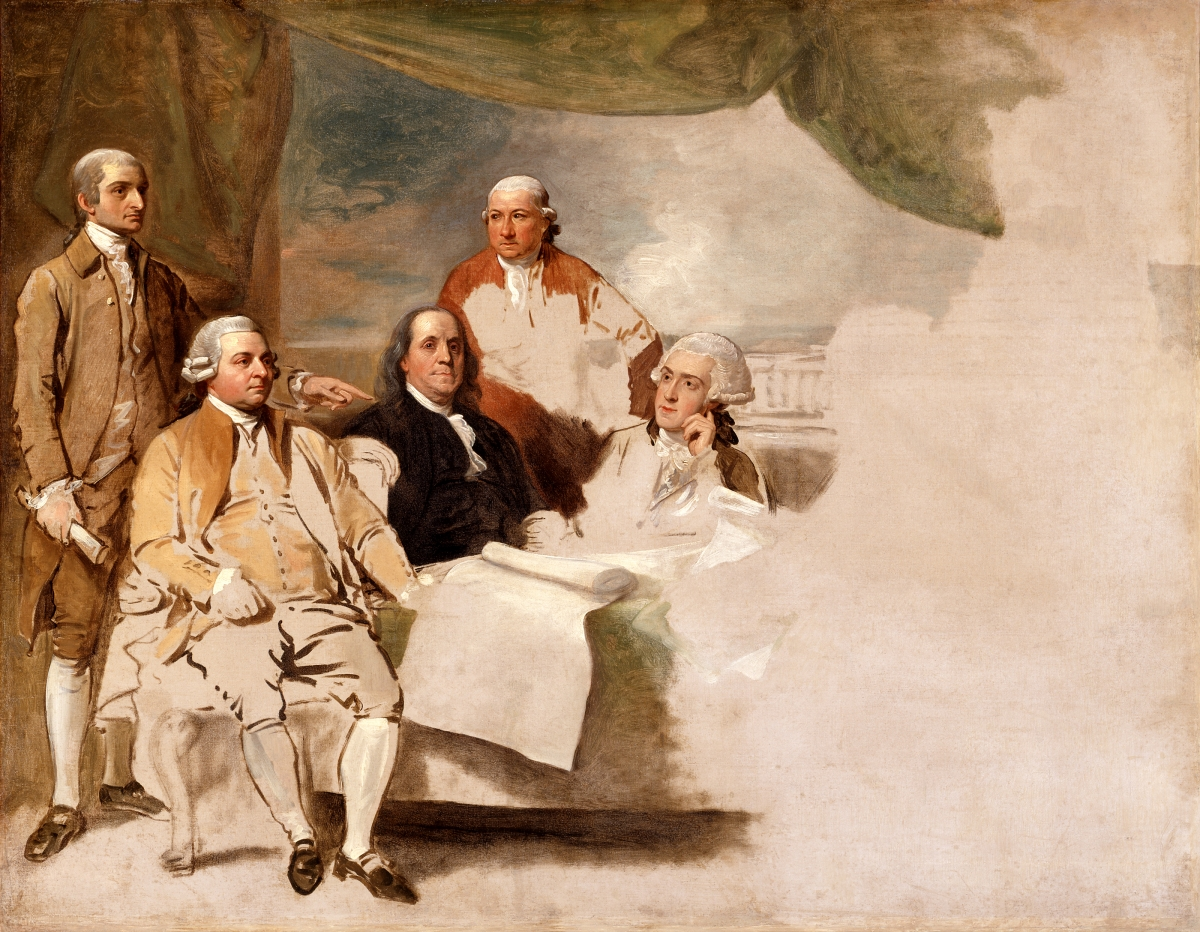
Signature du traité de Paris par Benjamin West (1783). Le commissaire britannique ayant refusé de poser, le tableau ne fut jamais achevé.

Le traité de Paris arrive à Philadelphie en novembre 1783. Le Congrès de la Confédération des États-Unis ratifie le traité de Paris le 14 janvier 1784. La ratification britannique intervient le 9 avril 1784. Il reçoit le sceau des États-Unis et est effectif quand les ratifications s'échangent à Paris le 12 mai 1784.

## Conséquences
Le traité de Paris fut l'objet des grandes spéculations boursières sous Louis XVI, les investisseurs spéculant sur l'effet positif pour la dette publique d'une réduction des dépenses militaires permise par la paix.